# مؤشر نباتي

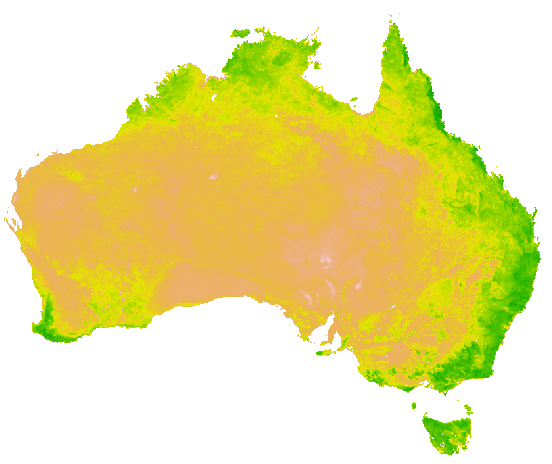
https://goo.gl/maps/86ur2Yznbt1H7vKq6

المؤشر النباتي أو مؤشر الغطاء النباتي (بالإنجليزية: Vegetation Index، اختصارًا VI) هو تحول طيفى لنطاقين أو أكثر مصمم لتعزيز مساهمة الخصائص النباتية والسماح بإجراء مقارنات مكانية وزمنية موثوقة لنشاط التمثيل الضوئي الأرضي والتغيرات الهيكلية للمظلة.
هناك العديد من مؤشرات النباتات (VIs)، والعديد منها متكافئ وظيفياً. تستخدم العديد من المؤشرات العلاقة العكسية بين الانعكاس الأحمر والأشعة تحت الحمراء القريبة المرتبطة بالنباتات الخضراء الصحية. منذ الستينيات استخدم العلماء الاستشعار عن بعد عبر الأقمار الصناعية لرصد التقلبات في الغطاء النباتي على سطح الأرض. تشمل قياسات سمات الغطاء النباتي مؤشر مساحة الورقة (LAI)، ونسبة الغطاء الأخضر، ومحتوى الكلوروفيل، والكتلة الحيوية الخضراء والإشعاع النشط ضوئيًا الممتص (APAR).